# Новогорский лесопарк
Нового́рский лесопа́рк (ранее — Красногорский лесопарк) расположен в северо-западной части Лесопаркового защитного пояса Москвы на территории, частично относящейся к столице (району Митино), частично — к Красногорскому району Московской области. Общая площадь составляет 1768 га. В 1935 году эта зона была включена в состав защитного пояса, а в 1986 выделена в отдельный лесопарк. В восточной части парка протекает река Сходня.

## Территория
Огромная территория лесопарка разделена на две части: одна, площадью около 60 га, находится в московском районе Митино, оставшаяся часть принадлежит Красногорскому району Московской области. В парке преобладают смешанные елово-берёзовые массивы, есть березовые рощи и дубравы. Также в этой местности сохранились суходольные и пойменные луга и небольшие болота. Протяжённость лесопарка с севера на юг составляет 6,5 км, с запада на восток — 5,4 км.

## Благоустройство парка
В 2012 году Москомархитектура объявила конкурс на разработку проекта благоустройства части Новогорского парка в Митино (60 га). Проект предусматривал создание здесь особо охраняемой природной территории — ландшафтного заказника «Долина реки Сходни в Митино». В результате сделанных работ в парковой зоне появились дорожки с дренажом, новые скамейки, зоны для пикника. Тем не менее, изменения, произведенные в парке, стали причиной недовольства местных жителей. В 2013 году жители района проводили пикеты в защиту части леса, треть деревьев которой была вырублена. Ещё одним поводом к общественной активности стало жилищное строительство, развернувшееся на охраняемой природной территории лесопарка — в долине реки Сходни. Протестующие создали группы в социальных сетях, где они выступают против застройки.

## Рекреационные возможности
Через лесопарк от станции Опалихи до Новоподрезково проходит туристический маршрут областного значения длиной 2 км. В северной части парка существует конный маршрут конно-спортивной базы «Спартак» протяжённостью 4,5 км. Вдоль рек Сходня и Горетовка проложены дорожки для прогулок и занятий спортом. Ранее по берегам были устроены пляжи, однако большая их часть заросла. Зимой в парке прокладывают лыжные трассы.
В парковой зоне в Митине регулярно проводятся спортивные соревнования и общественные мероприятия. Так, в 2015 году здесь прошёл весенний мини-марафон «Бежим к здоровью», а также проходят тренировки бегового клуба Митино. Зимой в парке соревнуются участники «Лыжни России».

Новогорский лесопарк, 2011 год
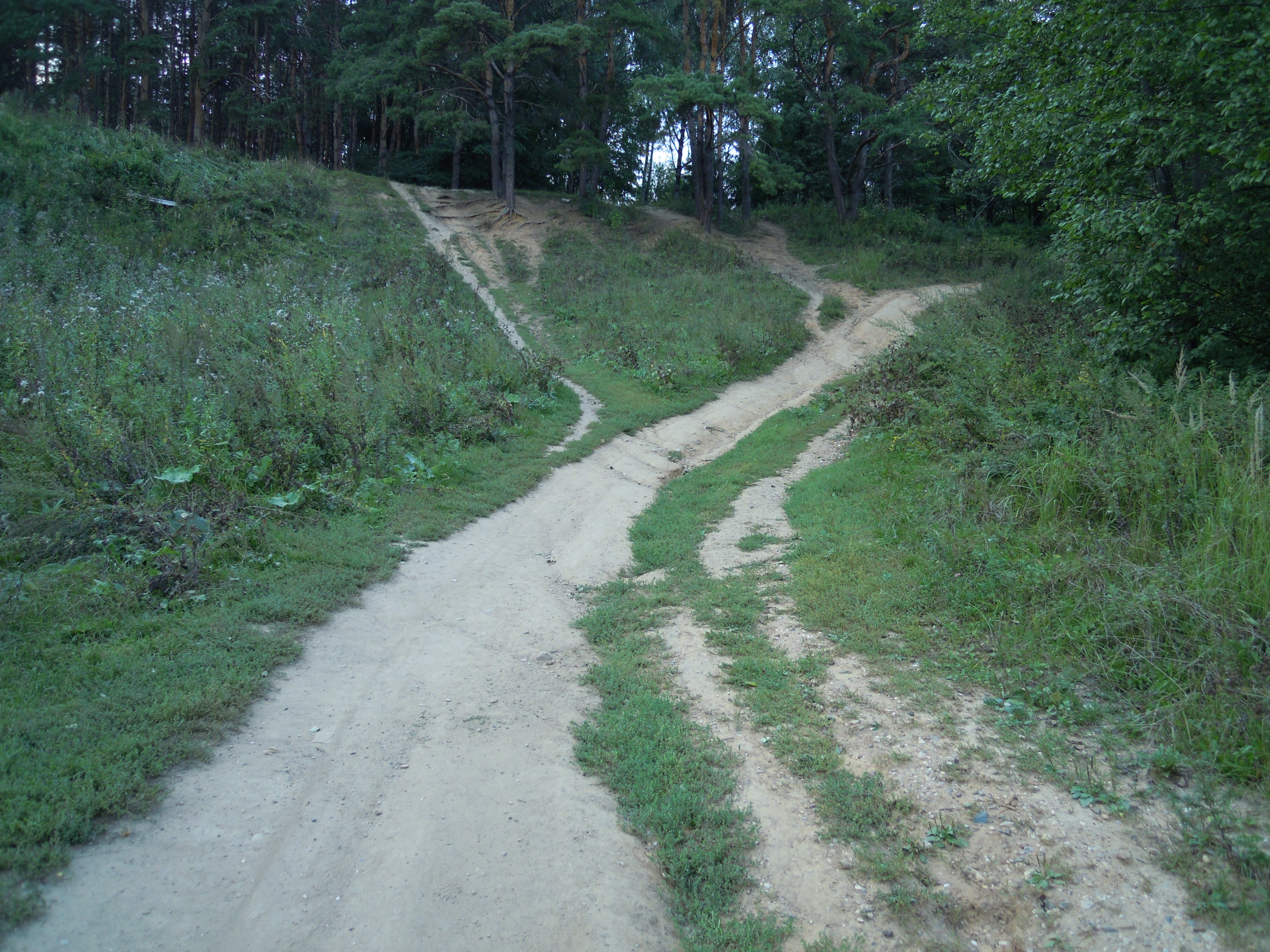
Вход через овраг со стороны Митино, подъём в лес
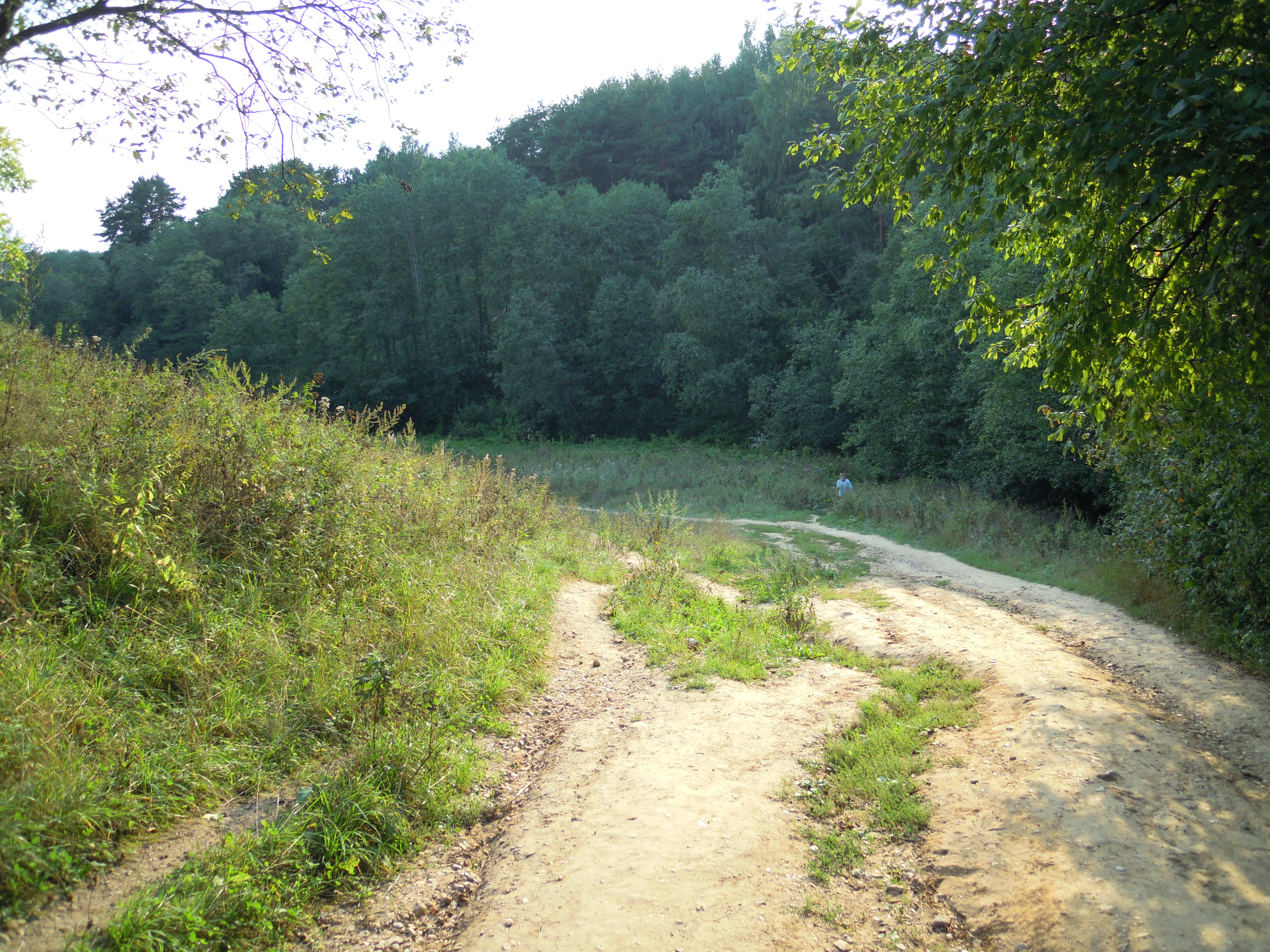
Вход в парк со стороны Митино
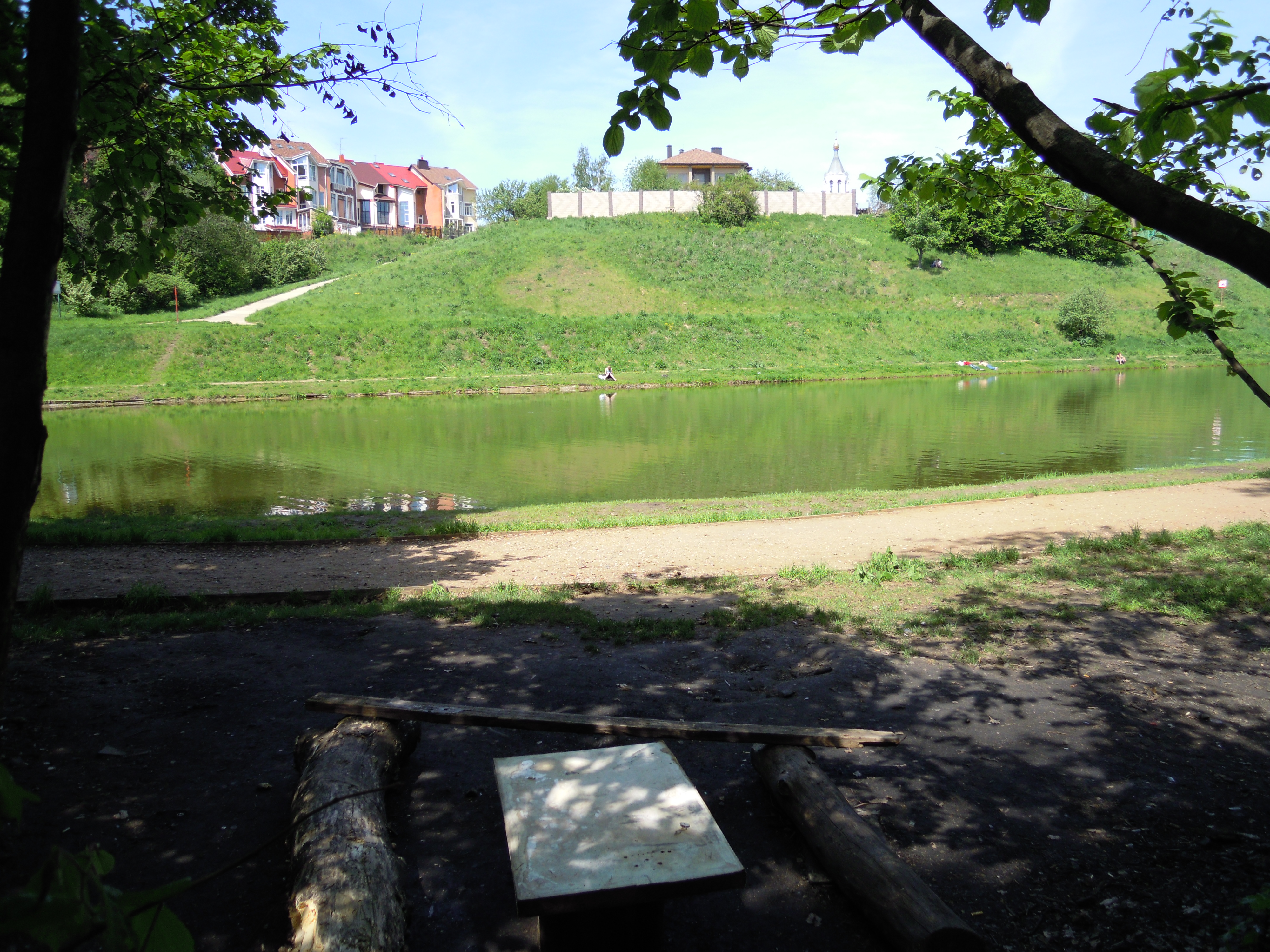
Вид на водоём в парке
- Водоём, видео

## Список литературы
Москва. Энциклопедический справочник // Большая Российская Энциклопедия. — М., 1992.